# Peggy Rea
Peggy Jane Rea (* 31. März 1921 in Los Angeles, Kalifornien; † 5. Februar 2011 in Toluca Lake, Kalifornien) war eine US-amerikanische Schauspielerin.

## Leben
Geboren in Los Angeles, verließ Rea die University of California in Los Angeles, um an der Berufsschule weiter zu studieren. Dann wurde sie Produktionssekretärin von MGM. Im Jahr 1947 zog sie nach New York, um auf der Bühne zu stehen. Sie trat 1950 zweimal am Broadway auf: als Eunice Hubbell in einem Revival von Endstation Sehnsucht und in dem Cole-Porter-Musical Out of This World. Sie unterbrach für einige Zeit ihre Schauspielkarriere, um als Produktionsekretärin bei Gunsmoke und anderen Fernsehshows in Los Angeles zu arbeiten. Peggy Reas Comeback erfolgte 1962. Zu ihren Kinofilmen gehörten daraufhin Der mysteriöse Dr. Lao (1964) und Zurück aus der Hölle (1989).
Bekanntheit erlangte Peggy Rea vor allem durch kleine, aber markante Rollen in Serien wie Die Waltons, Ein Duke kommt selten allein, Drei Engel für Charlie und Eine starke Familie. In Die Waltons spielte sie etwa die Rolle der Rose Burton, die Cousine von Olivia Walton. Des Weiteren war Rea bis Mitte der 1990er Jahre auch in Kinoproduktionen wie Made in America und Love Field – Liebe ohne Grenzen zu sehen.
Peggy Rea starb 2011 in ihrem Haus an Herzversagen.

## Filmografie
- 1964: Der mysteriöse Dr. Lao (7 Faces of Dr. Lao)
- 1965: Fremde Bettgesellen (Strange Bedfellows)
- 1971: Was ist denn bloß mit Helen los? (What’s the Matter with Helen? )
- 1976: Eine Frau sieht rot (Lipstick)
- 1978: Drei Engel für Charlie (Charlie’s Angels, Folge: Nicht nochmal, Sam!)
- 1989: Zurück aus der Hölle (In Country)
- 1992: Love Field – Liebe ohne Grenzen (Love Field)
- 1993: Made in America
- 1995: Teufel in Blau (Devil in a Blue Dress)
- 1995–1998: Grace (Fernsehserie)